# Friedrich Wilhelm Stosch

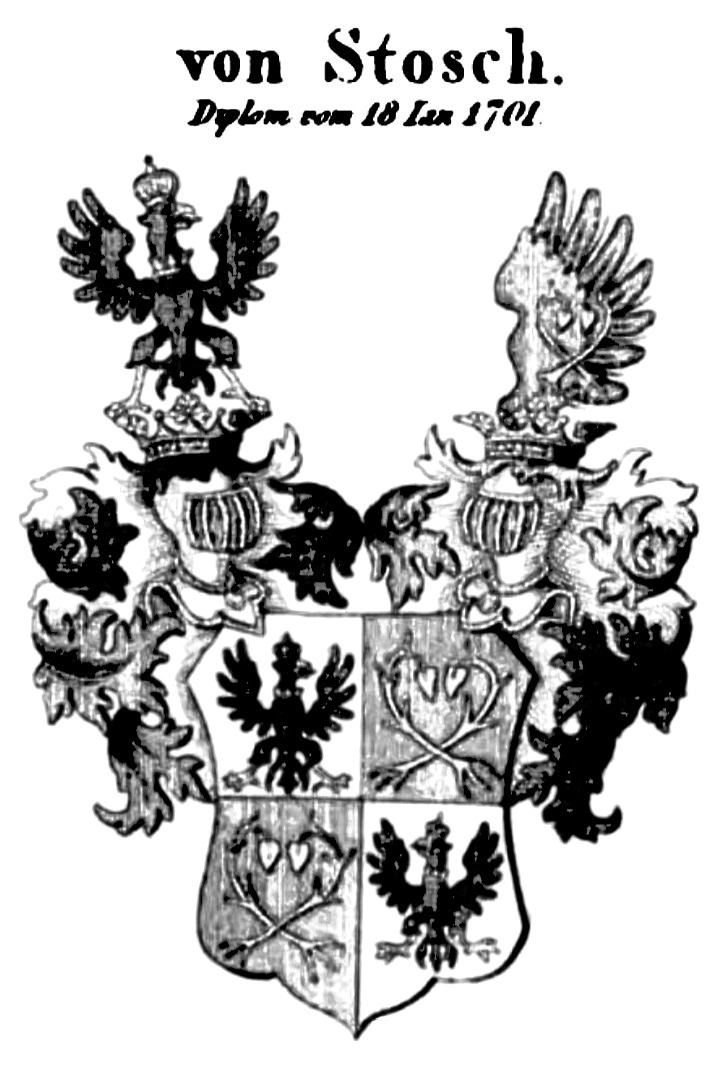
Wappen gemäß preußischen Adelsdiplom

Friedrich Wilhelm Stosch, ab 1701 von Stosch (* 25. Dezember 1648 in Kleve; † 20. August 1704 in Berlin, Epitaph in der Parochialkirche (Berlin)), war ein deutscher Theologe und eklektischer Philosoph.

## Leben

### Herkunft, Ausbildung und Familie
Als Sohn des aus Schlesien stammenden kurbrandenburgischen Oberhof- und Dompredigers Bartholomäus Stosch (1604–1686) studierte er in Frankfurt (Oder) Rechtswissenschaften, Theologie und Philosophie. Hier lernte er den Cartesianismus und den Sozinianismus kennen. Nach dem Studium unternahm er Reisen durch europäische Länder (Frankreich, Niederlande, Italien und Deutschland), auf denen er ausgiebige Kenntnisse sammeln konnte.
Stosch war erst mit Eleonore Bergius (1655–vor 1689) verheiratet, der Tochter des Hofpredigers Georg Konrad Bergius, und danach mit Eleonara Sophia Striepe, der Tochter des Hoyer Friedrich (von) Striepe (1627–1670; ab 1655 kurbrandenburgischer Vizekammermeister, ab 1660 Amtskammerrat, 1669 bis 1670 Oberbürgermeister von Berlin). Im August 1687 kaufte er in Berlin das Haus Poststraße 11, das schon 1548 bei einem kurfürstlich bestätigten Kaufvertrag urkundlich erwähnt wurde, als es der damalige Vizekanzler Johann Weinleben kaufte. Stosch kaufte das Anwesen von den Erben des Geheimen Rats und Vizekanzlers Lucius von Rhaden für 5.000 Thaler und 100 Dukaten. Seine Witwe, Eleonore Sophie von Stosch geb. Striepe, eine Urenkelin des Kanzlers Friedrich Pruckmann, verkaufte das Grundstück schließlich 1732, für 8.000 Thaler dem Schönfärber Anton Grand.

### Wirken
Im Jahre 1678 steht Friedrich Wilhelm Stosch in den Diensten des Kurfürsten von Brandenburg als Geheimer Kammersekretär und Hofrat bis zum Jahre 1688. Er musste den Dienst aus gesundheitlichen Gründen quittieren. Jetzt konnte er sich eigenen Studien widmen, dem Studium der Wahrheit und der Tugend, wie er sich ausdrückte. Als Folge seiner Studien veröffentlichte er anonym im Jahre 1692 das Buch Concordia Rationis et Fidei (Die Übereinstimmung der Vernunft und des Glaubens).
Dieses Buch erregte in den Kreisen der evangelischen Geistlichkeit ein großes Aufsehen. Stosch hatte in diesem Buch sich auf den Substanzbegriff von Spinoza bezogen, die Herkunft der Seele auf eine materialistische Erklärung zurückgeführt und die Willensfreiheit mit dem Determinismus identifiziert. Die christliche Religion galt für ihn als eine Erscheinung der Naturgesetze, womit er zur deutschen Frühaufklärung gerechnet werden kann.
Das Buch wurde noch im Jahre 1693 auf den Verbotsindex gestellt. Auf allen Kanzeln der Kirchen von Berlin wurde am 9. Januar 1694 der Besitz des Buches unter einer Strafe von 500 Talern oder einer entsprechenden Leibeszüchtigung verboten. Anfang 1694 wurde eine Kommission unter dem Vorsitz von Ezechiel Spanheim gebildet, der auch Daniel Ernst Jablonski, Benjamin Ursinus, Samuel Pufendorf, Philipp Jakob Spener und Eusebius von Brandt angehörten. Diese Kommission sollte den Vorwurf des Atheismus untersuchen.
Am 17. März 1694 erklärte er den Widerruf seiner Thesen des Buches. Nachfolgende Äußerungen allerdings weisen darauf hin, dass er seine Überzeugungen nicht abgelegt hatte. Sein Buch wurde in aller Öffentlichkeit dem Feuer übergeben. Im Jahre 1701 wurde er wieder in den kurfürstlichen Dienst übernommen und nahm an der Krönung in Königsberg (Preußen) als Hofrat teil. Auch wurde er am 18. Januar 1701, also anlässlich der Krönung, in den Adelsstand erhoben.
Das 1701 verliehen Wappen ist geviert. 1 und 4 in Silber ein an das Königreich Preußen erinnernder, königlich gekrönter schwarzer Adler mit Krone um den Hals. 2 und 3 in Rot zwei oben mit den Spitzen gegeneinandergebogene silberne Seeblätter mit ausgebogenen, mit den Wurzelenden geschränkten Stängeln (Stammwappen der schlesischen Uradelsfamilie von Stosch). Das Wappen hat zwei Helme mit rot-schwarz-silbernen Helmdecken, auf dem rechten der Adler, auf dem linken ein mit den Seeblättern belegter roter Flügel.

## Werke
- Concordia Rationis et Fidei sive Harmonia Philosophiae Moralis et Religionis Christianae (Übereinstimmung der Vernunft und des Glaubens oder die Harmonie der Moralphilosophie und der christlichen Religion), Amsterdam 1692 (eigentlich aber in Berlin oder Guben gedruckt). - Neuauflage hrsg. von Winfried Schröder, Frommann-Holzboog, Stuttgart - Bad Cannstatt 1992. ISBN 3-7728-1415-8